# Czermno (województwo mazowieckie)
Czermno – wieś sołecka w Polsce położona w województwie mazowieckim, w powiecie płockim, w gminie Gąbin.
Wieś królewska położona była w drugiej połowie XVI wieku w powiecie gąbińskim ziemi gostynińskiej województwa rawskiego. Do 1954 roku istniała gmina Czermno.
W latach 1954–1959 wieś należała i była siedzibą władz gromady Czermno, po jej zniesieniu w gromadzie Juliszew. W latach 1975–1998 miejscowość administracyjnie należała do województwa płockiego.
We wsi znajduje się parafia pw. św. Wawrzyńca.
We wsi znajduje się Szkoła Podstawowa im. Władysława Reymonta w Czermnie. Działają także jednostka Ochotniczej Straży Pożarnej oraz klub sportowy Unia Czermno.